# Lá maior
Na música, Lá maior (abreviatura no sistema europeu Lá M e no sistema americano de crifras A) é a tonalidade que consiste na escala maior de lá, e contém as notas Lá, Si, Dó sustenido, Ré, Mi, Fá sustenido, Sol sustenido e Lá. Sua armadura contem três sustenidos, para assim seguir o padrão estrutural do modo maior (que possui cinco intervalos de tons e dois intervalos de semitons entre as notas). Sua tonalidade relativa é fá sustenido menor e sua tonalidade paralela é lá menor.
Lá maior é a única tonalidade na qual um acorde de sexta napolitana em {\displaystyle {\hat {2}}} requer tanto um lá bemol como um lá natural.
A reprodução de áudio não é suportada no seu ''browser''. Você pode descarregar o ficheiro de áudio.

## Uso
Embora não seja tão rara na literatura sinfónica como outras tonalidades com mais sustenidos, os exemplos de sinfonias em lá maior não são tão numerosos como os das tonalidades de ré maior ou sol maior. A Sinfonia n.º 7 de Ludwig van Beethoven, a Sinfonia n.º 6 de Anton Bruckner e a Sinfonia n.º 4 de Felix Mendelssohn quase que completam a lista de sinfonias nesta tonalidade na música do Romantismo. Tanto o Concerto para clarinete como o Quinteto para clarinete (ambos de Mozart) estão em lá maior.
Em música de câmara, lá maior é mais frequente. Tanto Brahms como César Franck escreveram sonatas para violino em lá maior.
De acordo com Christian Friedrich Daniel Schubart, lá maior é uma tonalidade conveniente para "declarações de amor inocente, ... a esperança de ver o amado novamente depois de partir; a alegria juvenil e a fé em Deus."

## Composições clássicas em lá maior
- Ludwig van Beethoven: Sinfonia n.º 7
- Franz Schubert: Quinteto A Truta
- George Enescu: Rapsodia Romana nº 1
- Felix Mendelssohn: Sinfonia n.º 4
- Anton Bruckner: Sinfonia n.º 6
- Johannes Brahms: Concerto para piano n.º 2

1. ↑  Lemes, Flávia (23 de agosto de 2020). «Escala maior e menor — o que são e para que servem?». Música e Vinho. Consultado em 24 de fevereiro de 2022